# Juan Antonio Flores Barrera
Juan Antonio Flores Barrera (Saltillo, Coahuila, México, 11 de febrero de 1965) es un futbolista mexicano retirado que jugó de delantero. Durante su carrera jugó 194 partidos y 9,378 minutos en Primera división, anotando 35 goles. Actualmente es entrenador en el deportivo cañón de la sierra y jugador de FC Médico de la liga de veteranos de Saltillo. 

## Clubes
Como Jugador
- Club de Fútbol Monterrey (1986 - 1993)
- Club Santos Laguna (1993 - 1994)
- Atlético Morelia (1994 - 1995)
- Tigres de la UANL (1995 - 1996)
- Correcaminos de la UAT (1996 - 1997)

Como entrenador
- Real Saltillo Soccer (2011 - )